# Pierre Voizard
Pierre Voizard (Toul, 22 agosto 1896 – Neuilly-sur-Seine, 21 dicembre 1982) è stato un politico e funzionario francese.

## Biografia
Nato nel 1896 a Toul da una famiglia lorena, nel 1914 a 18 anni entra nell'esercito e diventa il più giovane francese decorato.
Nel 1918 viene inviato in Algeria a combattere i ribelli della Cabilia del califfo Ben Aska con il suo biplano Breguet Bre 14.
Dopo la prima guerra mondiale comincia la sua carriera di funzionario, nel 1932 è nominato sotto-prefetto di Narbona, nel 1936 entra nel governo di Albert Sarraut e dal 1936 al 1939 diventa prefetto dell'Aude nominato dal governo del Fronte Popolare.
Nel 1939 è nominato prefetto di Senna e Marna e con l'arrivo dei nazisti nel 1940 rifiuta di cedere l'amministrazione della città di Melun agli occupanti.
Nel 1940 salva la vita di una religiosa di Fontainebleau condannata a morte dai tedeschi e nello stesso anno rifiuta di diventare ministro nella Francia di Vichy.
A 47 anni diventa sotto-tenente degli Spahi nel Marocco francese, poi partecipa alla guerra in Italia e il 4 giugno 1944 è il primo soldato alleato ad entrare a Roma, nel 1945 è nominato amministratore della zona d'occupazione francese del Tirolo e del Vorarlberg e collabora con il generale Émile Béthouart.
Dal 1º agosto 1950 al 2 settembre 1953 ricopre l'incarico di Ministro di Stato nel Principato di Monaco.
Il 2 settembre 1953 è nominato residente generale (governatore) della Tunisia, nominato in un periodo vicino all'indipendenza della colonia cercò di difendere i coloni francesi dai nazionalisti tunisini, ma fu accusato proprio dai coloni di non agire con fermezza, il 30 luglio 1954 è richiamato in Francia da Pierre Mendès France e nominato grand'ufficiale della Legion d'Onore.
Nel 1969 conduce un'inchiesta sulle torture e le pratiche inumane in Algeria e poco dopo è nominato membro onorario del Consiglio di Stato, carica che mantiene fino alla morte, avvenuta nel 1982 a 86 anni.